# Droga krajowa 86
Die Droga krajowa 86 ist eine Landesstraße in Polen. Sie verläuft parallel zur Schnellstraße S1 in der Woiwodschaft Schlesien und verbindet die S1 zwischen den Anschlüssen bei Podwarpie und Tychy-Wartogłowiec. Sie ist insgesamt 40 km lang und im gesamten Verlauf vierspurig ausgebaut.
Zwischen der S1 und dem Anschluss der Autobahn A4 verläuft sie zusammen mit der Landesstraße 4 und zwischen den Anschlussstellen Sosnowiec-Pogoń und Będzin-Czeladzka auch noch mit der Landesstraße 94. Ein Teil der Straße ist als Schnellstraße ausgebaut und wird als S86 bezeichnet.

## Verlauf

### Woiwodschaft Schlesien
- Podwarpie  Abzweig von der S1
- Będzin – Łagisza  Droga wojewódzka 913, DW 913
- Będzin – ul. Czeladzka  Abzweig der DK 4, DK 94 und der DW 910. Von hier aus verlaufen die DK 4, DK86 und DK 94 gemeinsam auf derselben Trasse.
- Sosnowiec – Pogoń  DW 94 Hier zweigt die DK 94 von der gemeinsamen Trasse ab. Ab hier wird die DK 86 als Droga ekspresowa S86 geführt.
- Kattowitz-Osiedle Walentego Roździeńskiego  DK 79 Hier endet die S86 die Straße verläuft nun wieder als DK 86.
- Kattowitz – Muchowiec  A4 Hier endet auch der gemeinsame Verlauf mit der DK 4.
- Tychy – Wartogłowiec  S1. Hier trifft die DK 86 wieder auf die S1 und endet hier.